# Arboçols
Arboçols ([əɾβu'sɔls], en francès Arboussols) és una comuna de la comarca del Conflent, a la Catalunya del Nord. Inclou el nucli homònim i un nucli secundari, Marcèvol, antiga comuna independent.
La dita diu : "A Arboçols, bruixes al vol, a Sant Feliu hi fa el niu" i Hi ha gent com al perdó de Marcèvol (romeria que cada 3 de maig aplega un munt de gent). El malnom és "pentinabruixes".

## Etimologia
Segons Coromines, el topònim Arboçols és, clarament, un diminutiu del nom de la planta Arbutus unedo, nom científic de l'arbocer, una planta de flor blanca que creix arreu del terme.

## Geografia

### Localització i característiques generals del terme

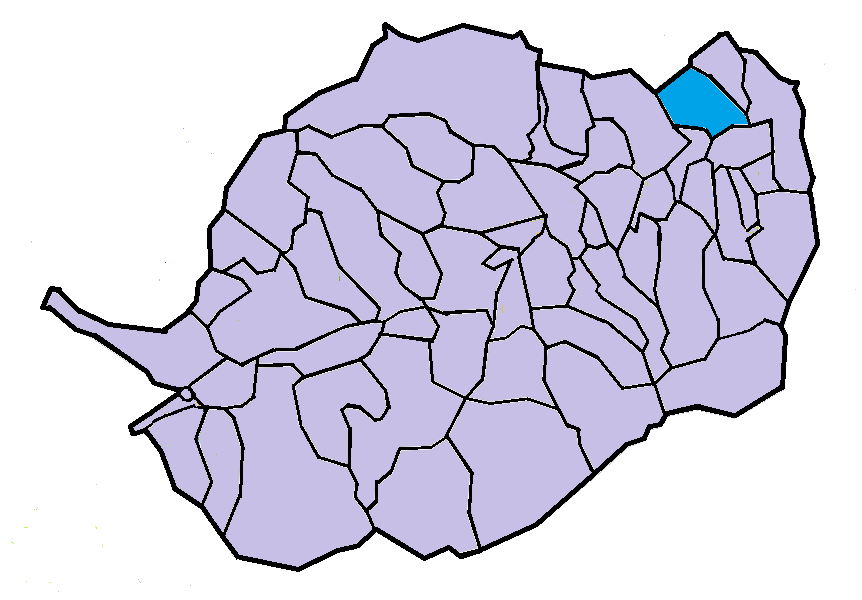
Situació de la comuna d'Arboçols en el Conflent

El terme comunal d'Arboçols, de 140.800 hectàrees d'extensió, és situat quasi a l'extrem nord-est de la comarca del Conflent, al límit amb la comarca occitana, tradicionalment relligada a la Catalunya del Nord, de la Fenolleda. Arboçols és atalaiat damunt de la plana de la Tet, amb el Canigó directament davant.
El clima del Baix Conflent és típicament mediterrani, amb una lleugera influència del Canigó, que aporta més pluges i frescor que a la plana del Rosselló. Arboçols es troba a la solana, i no rep tanta pluja com els pobles més a prop de la muntanya, a l'obaga. Se situa a l'extrem sud de l'Altiplà de Sornià, que s'estén des d'Arboçols fins a la vall de l'Aglí a la Fenolleda, on el clima és molt més sec, fins i tot més àrid. En aquest altiplà destaquen formes rocoses de grans dimensions que sobresurten de la terra.
L'extrem nord del terme d'Arboçols és el conjunt de blocs granítics que formen la carena que separa les valls de la Tet i de l'Aglí i, per tant, el Conflent de la Fenolleda. S'hi troben elevacions com el Pic de Bau, de 1.025 m alt, el Coll d'en Guers, de 821, i el vessant meridional del Roc de Curet, de 850. El punt més baix del terme és el Pantà de Vinçà, al lloc on hi havia hagut els banys i molins de Nossa, a 242. La resta del terme és un coster, delimitat a llevant pel Còrrec de la Coma de Lluçanes, que forma el termenal amb Tarerac i Rodès i a ponent per la carena que tanca per l'oest la petita vall del Còrrec de la Coma de Bau i la seva continuació en el Rec de la Cabaneta, per on passa el termenal amb Eus.
Vinçà, que exerceix de capital del Baix Conflent, és la comuna de serveis més propera a Arboçols.
Termes municipals limítrofs:
| Campossí (Fenolleda) |                      | Tarerac |
| Eus                  |                      |         |
|                      | Marqueixanes / Vinçà | Rodès   |

### El poble d'Arboçols

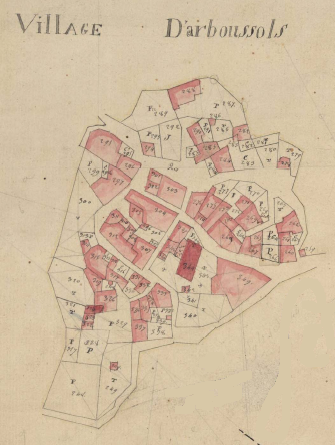
Cadastre Napoleònic del 1812 (Arxius Departamentals dels Pirineus Orientals, ADPO)

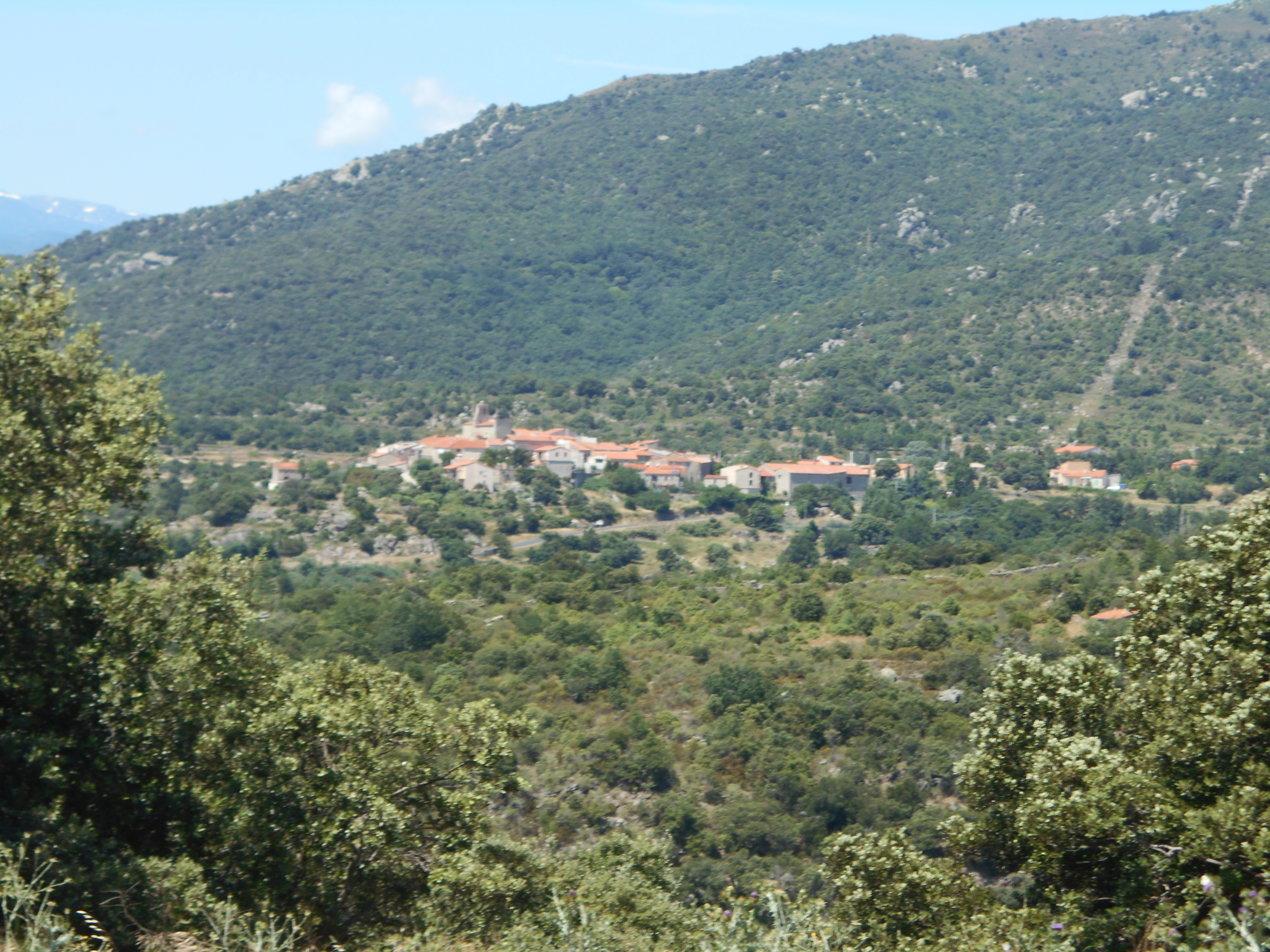
El poble d'Arboçols, des de Marcèvol

Aturonat a 750 m alt, el poble d'Arboçols és al centre de la meitat occidental del terme. És un petit agrupament de cases al voltant de l'església parroquial de Sant Salvador d'Arboçols, que forma un petit recinte, sense que es pugui parlar d'una cellera, atès que el poble primitivament era en un emplaçament diferent: més al nord, al voltant de l'església de Santa Eulàlia d'Arboçols. Tanmateix, es tracta d'un traçat urbà de caràcter medieval. Està documentat des del 950, i fou sempre, fins a la fi de l'Antic Règim, una dependència de Sant Miquel de Cuixà.
El poble vell està quasi intacte des de fa dos-cents anys: al Cadastre napoleònic, hi consta un plànol del poble pràcticament igual a com és en l'actualitat. Modernament, el poble s'ha estès lleugerament cap al nord-oest, sobretot a causa de l'augment de segones residències o cases noves construïdes per persones grans procedents del nord, de França o de més enllà.

### La capella de Santa Eulàlia

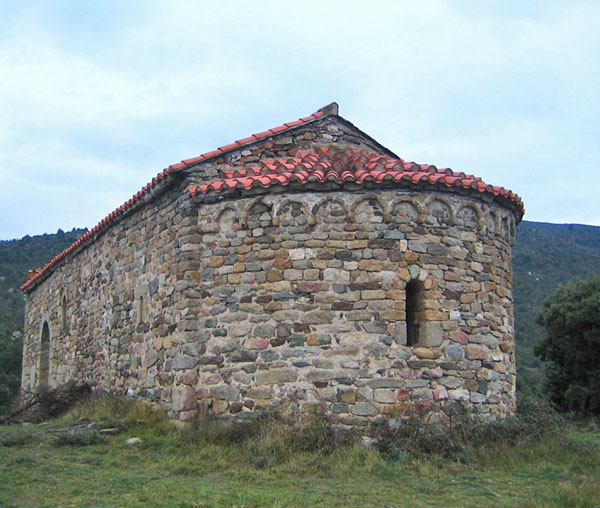
l'ermita de Santa Eulàlia, antiga església parroquial

L'església de Santa Eulàlia d'Arboçols, Santa Eulari en el parlar local, és l'antiga església parroquial del poble i terme d'Arboçols, en un possible antic emplaçament del poble (el document que en parla l'any 1011 la situa dins del nucli de població, però el tema és encara objecte de debat). En consolidar-se el nou poble d'Arboçols, en un lloc més fàcilment defensable, la categoria de parroquial passà a Sant Salvador d'Arboçols, dins del poble nou, i Santa Eulàlia es convertí en una simple capella rural.
És al nord del poble actual, dalt d'un turonet en un lloc preeminent al centre del terç septentrional de la comuna; actualment el seu entorn és un despoblat.
És un bell exemplar d'arquitectura romànica rural. Data dels segles xi i xii, i té una sola nau, amb absis semicircular a llevant. L'exterior és decorat amb arcuacions llombardes sense lesenes. Sobre la teulada, al frontis oest de l'església, hi ha les restes d'un petit campanar d'espadanya, escapçat.

### Marcèvol

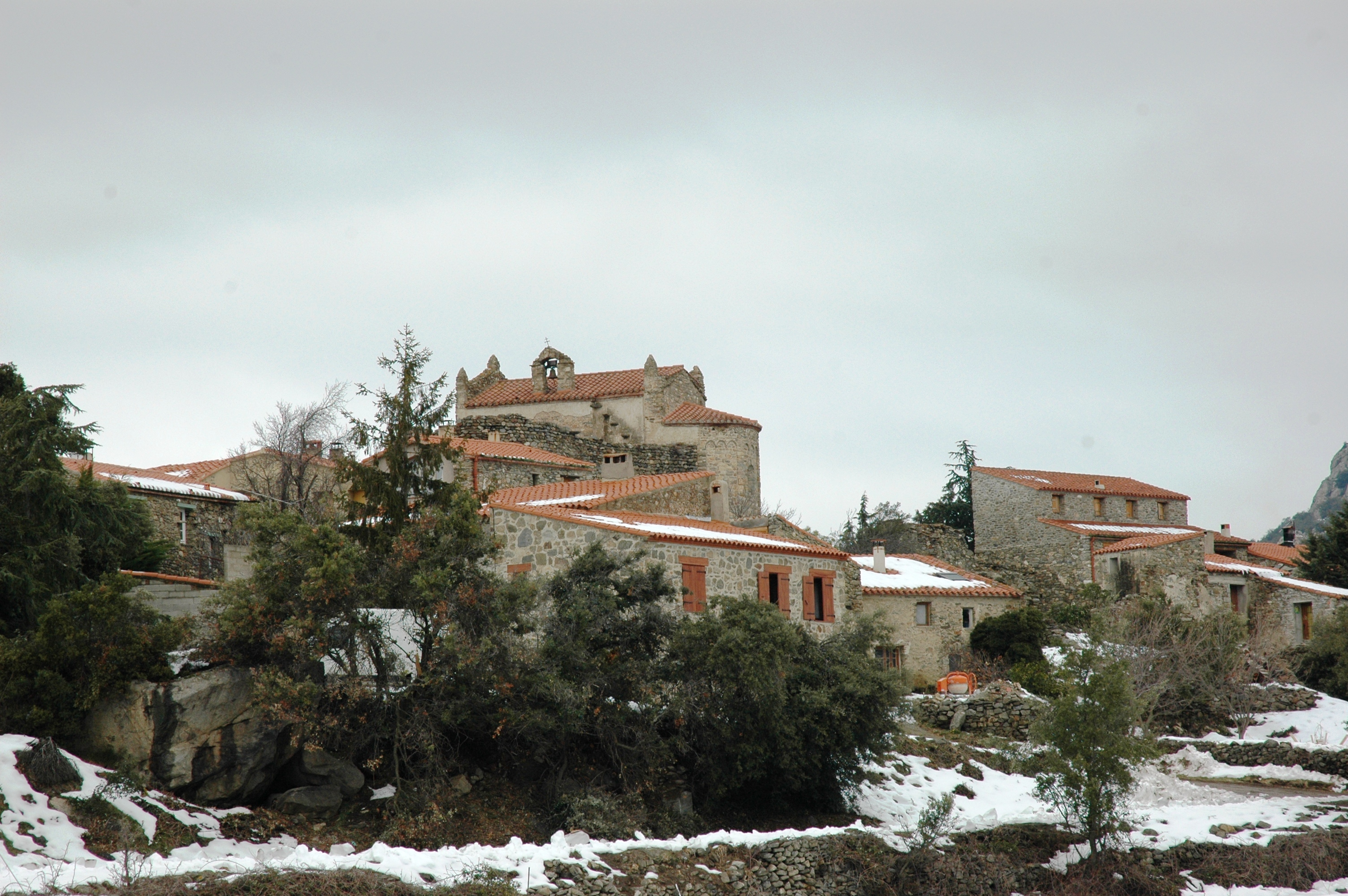
El poble de Marcèvol

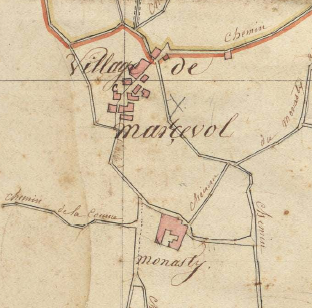
Marcèvol el 1812 (ADPO)

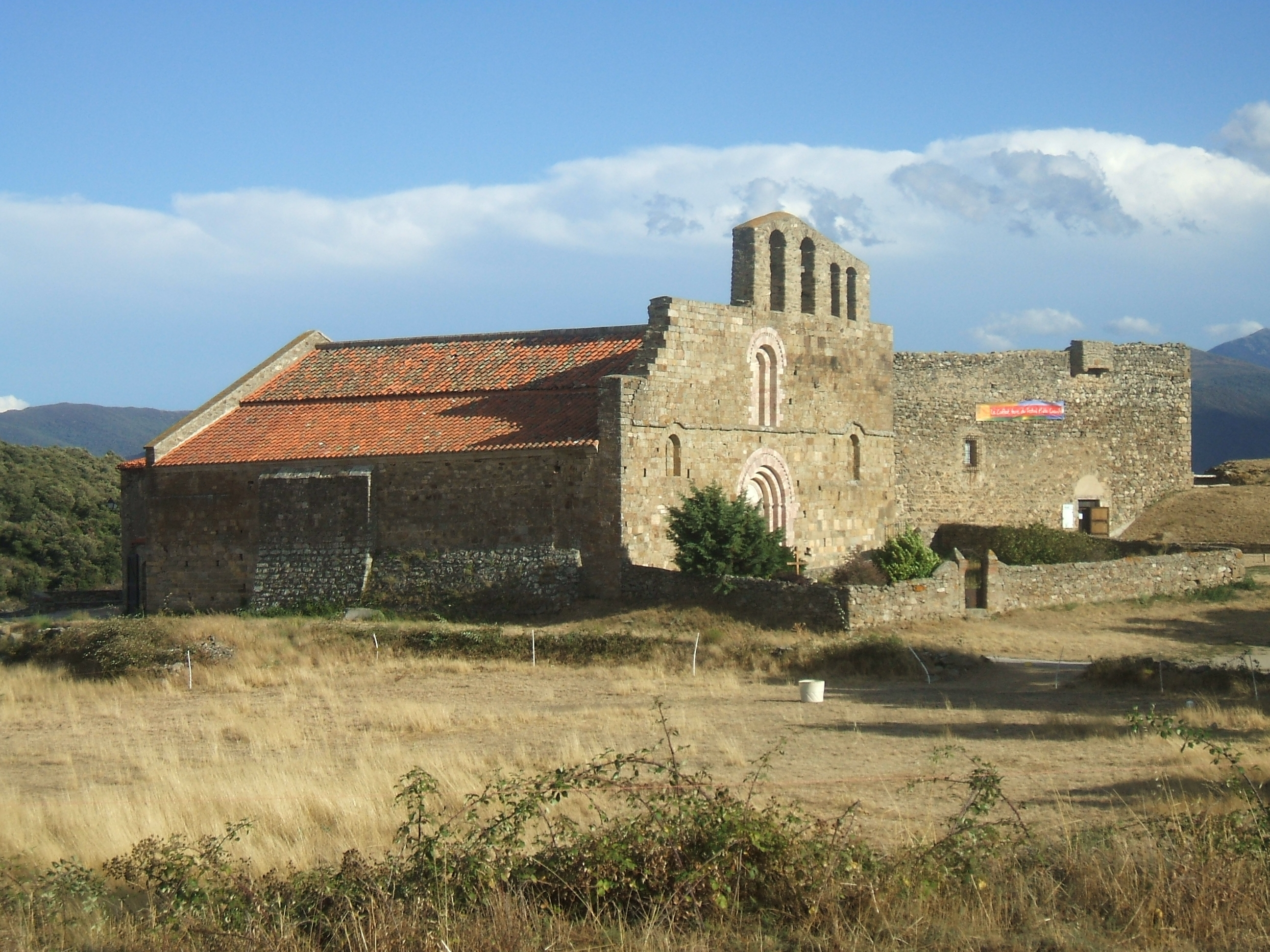
El priorat de Santa Maria de Marcèvol

Marcèvol és un poble situat a l'est del terme municipal, al voltant del priorat homònim. La comuna de Marcèvol fou agregada a Arboçols l'any 1822. El priorat és un monestir romànic fundat per l'Orde del Sant Sepulcre el segle xii. En el poble de Marcèvol hi ha també l'església parroquial de Santa Maria de les Grades, també romànica.

### Oltrera
El veïnat d'Oltrera era a l'extrem sud-est del terme d'Arboçols, just al límit amb el terme de Tarerac. Només en queda el mas de Lluçanes, pertanyent a la veïna comuna de Tarerac. Oltrera és esmentat des del 1011, i el mas de Lluçanes, des del 1469.

### Nossa
Actualment desapareguts sota les aigües del Pantà de Vinçà, els molins i els banys de Nossa eren a cavall dels termes d'Arboçols i de Vinçà, en el marge esquerre de la Tet. Els molins són esmentats des del 1265 (molendina qui vocantur de Nossa), i els banys (Aquas Calidas), des del 1268.

### Els masos del terme
A part de les esglésies i de dos oratoris del terme i de l'Alberg de Muntanya, o d'Etapa, de Marcèvol, hi ha algunes construccions rurals en el terme: la Barraca de Lluçanes, en ruïnes, els dos Casot de l'Albert, el Casot dels Cotius, el d'en Fonts, el d'en Vidal, també anomenat Cortal d'en Vidal, el Cortal de les Cabres, el del Racó, en ruïnes, el dels Campassos, el del Serrat, el del Serrat del Pla, el dels Pardals, el dels Polls, en ruïnes, el del Timonar, el Mas de l'Alzina, el Mas de l'Isern, en ruïnes i la Teuleria, en ruïnes. També cal tenir en compte el dolmen anomenat la Llosa del Cortal dels Polls.

### Hidrografia
La Tet, que marca el límit meridional de la comuna, és el referent de tots els cursos d'aigua d'Arboçols, tots els quals hi fan cap a través del coster en el qual es troba el terme comunal. De ponent a llevant s'hi troben el Rec de la Cabaneta, amb els còrrecs de la Coma del Bau, de l'Hort Agre i de la Cinta, el Rec de Jolloc, o de Baix, amb els còrrecs de la Collada, del Rull, de la Jaça Bertran i de la Verneda, el Còrrec de la Coma de Pedrís, que hi aporta els còrrecs de la Coma d'Arenes, del Malpàs, del Roc de l'Agró, del Llosar, de Santa Eulàlia, el Rec dels Prats, el Còrrec dels Terra Blanc, del Riscle, de la Font d'en Guit, el Còrrec de Perdigot, el Còrrec de la Coma Calent, amb el de la Devesa, el Còrrec de l'Oratori, el Rec de la Llosa i, ja a l'extrem de llevant, la Ribera d'Otra, o de Tarerac, amb el Còrrec de la Coma de Lluçanes i el Torrent de Noguer.
Pel que fa a captacions d'aigua, en el terme d'Arboçols hi ha la Bassa de la Verneda, la desapareguda Bassa dels Gavatxos, el Captatge de Marcèvol, el Captatge de la Devesa -abans Fonts de la Devesa, la Font del Lloc, la Font del Roc d'Agró, la Font del Sastre, la Mollera, o Font, d'en Guit i el Pou d'en Jampí.

### Orografia
Entre els topònims que indiquen formes de relleu del terme d'Arboçols hi ha boscs: Bosc de la Devesa; canals: les Canals de la Corbera; collades: la Collada, Collada de Tarerac, el Coll del Forn, el Coll d'en Fornolls, el Coll d'en Guers; comes: la Coma (dues de diferents), la Coma Calent, la Coma d'Arenes, la de la Cinta, la del Bau, la de Lluçanes, la de Pedrís i la d'Otrera; costes: la Costa, la Costa d'Arboçols, la Costa de Vinçà; muntanyes: el Pic de Bau, Puig Socarrat, Roca Roja, el Roc d'Agró, el Roc de Curet, el Roc de la Coma, el Roc de la Queca, el Roc del Cucut, el Roc del Moro; planes: el Pla, el Planal, i serres i serrats: Serra d'Arenes, el Serrat, el Serrat Alt, el Serrat de la Cinta, el Serrat Pla i el Serrat d'en Martí.

### El terme comunal
Les partides i indrets específics del terme d'Arboçols són Aigües Caldes, l'Arlianda, els Banys, la Bartavella Alta, la Bartavella baixa, les Basses, la Batalla, la Cabaneta, el Camí : del Roc del Moro, el Camí de Tarerac, el Camí de Vinçà, els Campassos, el Camp de la Font, abans Roc de la Font, el Camp de les Barges, el Camp del Sadoll, el Camp, o Prats, de Sant Just, el Camp de Sant Pere, els Camps de Sant Pere (diferents), els Camps Grans, la Caputxina, la Cinta, els Claus, la Closa, Closells, el Colomer, la Colomina, les Corberes, abans la Corbera, el Cortal, Cortils, els Cotius, la Creu de l'Home Mort, la Creueta (dues de diferents), Curet, la Devesa (dues de diferents), les Dugues, l'Erola, o l'Eirola, l'Era del Rector, l'Era d'en Rito, Erdera, les Estorres, la Falguera, les Feixes, les Fontanasses (antigament, en singular), la Font del Sastre, la Font d'en Guit, l'Hort Agre, l'Hort d'en Guit, l'Hort d'en Mi, els Hortells, la Jaça Bertran, Jolloc, el Llosar, Lluçanes, la Malatreta, les Malelles, la Malesa, el Malpàs, el Mas d'en Benall, el Mas d'en Tanemera Fornolls, el Mas de l'Isern, la Milleta, la Mollera del Capellà, el Monestir, les Mosqueres, les Olletes, la Pacona, els Pardals, el Pedrar, la Pedrera, la Peironeta, o Pironeta, les Penes, o Penyes, les Peses, la Polleda, els Polls, els Polls, o la Polleda, dels Banys, Pradells, els Prats (dos de diferents), Prats de Trasserres, la Pujada, Rabasser, el Rec de Baix, el Rec de la Llosa, el Riscle, les Rocatilles, el Roc del Moro, el Roc del Ruc, el Roc d'en Cosme, Roc Rodon, els Rocs, Rocs de Corbera, Rocs de la Coma del Brau, el Rull, les Salines, Santa Eulàlia, els Sis Dits, Sul Bosc, Sus Gallines, les Teixoneres, els Terra Blanc, Terres Blanques, Terres d'en Fillol, la Teuleria, el Timonar, Torrent del Noguer, la Verneda, els Vernyassos i la Vinya Vella. Alguns són senyals termenals, com el Piló de les Terres d'en Fillol, el Piló de Lluçanes, els Pilons dels Rocs de Corbera i el Roc de l'Oratori.

## Transports i comunicacions

### Carreteres
Travessen el terme d'Arboçols dues úniques carreteres, una de les quals és, de fet, una variant de l'altra. La D - 35 (Prada - Arboçols), que entra en el terme pel sud del terme, procedent de Marqueixanes, i s'adreça cap al nord, fins a Arboçols. Des del poble surt cap a l'est la carretera D - 35c (Arboçols - D - 13, a Tarerac), que uneix Arboçols i Marcèvol. Per l'extrem sud-est del terme passa, pràcticament fregant els límits comunals, la carretera D - 13 (D - 2, a Trevillac - D - 618, a Prunet i Bellpuig).

### Transport públic col·lectiu
Arboçols no té cap servei de transport públic habitual. Com altres pobles petits, disposa del TAD (Transport a la demanda).

### Els camins del terme
En el terme comunal d'Arboçols hi ha alguns camins interns del terme propi, com el Camí de la Pujada, o del Roc del Moro, el de les Fontanasses, el del Malpàs, el del Roc Rodon, el dels Banys, el Camí Vell de Marcèvol, la Pista de l'Hort Agre, la dels Pardals i la dels Polls. D'altres camins uneixen el terme d'Arboçols amb els pobles i termes veïns, com el del Camp Gran, o de la Creueta, o de Vinçà a Marcèvol, el de Lluçanes, el de Marqueixanes, el de Tarerac a Vinçà, el Camí Vell de Lluçanes a Vinçà, el Camí Vell de Tarerac, el Camí Vell d'Eus, el Camí Vell -o la Costa- de Vinçà, la Pista del Coll d'en Guers, o del Bosc de Campossí, la Ruta de Marqueixanes, la de Tarerac i la de Tarerac a Vinçà.

## Activitats econòmiques
La flora principal del terme és la garriga, amb alguns horts d'oliveres i vinya. El conreu intens de la vinya en el passat ha fet que els terrenys al voltant d'Arboçols són artificialment esgraonats, per poder crear amples terrers o bancals on cultivar raïm, amb múltiples caminals agrícoles serpentejant pels camps. La part més muntanyosa està ocupada actualment pel bosc, però es mantenen unes 150 hectàrees de conreu, quasi totes de vinya, repartides en 14 explotacions. S'hi produeixen majoritàriament vins de qualitat, de denominació d'origen controlada. Hi ha, a més, una quinzena d'hectàrees de pastura i farratges, mostres quasi testimonials d'arbres fruiters i d'hortalisses, i uns 350 caps de bestiar cabrum.
No hi ha cap botiga a Arboçols ni a Marcèvol, però sí unes cases rurals que venen la seva producció agrícola. Un antic celler cooperatiu, ara tancat, era la indústria principal d'Arboçols. Fora del vilatge mateix hi ha unes quantes cases o xalets moderns, construïts els darrers deu anys. Al terme hi destaca al voltant de Marcèvol uns altres xalets i un antic camp de golf.
La principal riquesa del poble fou la vinya i els terrenys al voltant són gairebé tots d'aquest cultiu, si bé la majoria estan en desús. La vinguda de molts nord-europeus i francesos a la zona ha produït una allau de construccions, principalment xalets, que ha frenat, en part, la sagnia d'habitants que patien tots els pobles petits de la zona.

## Història
Els dos grans monestirs conflentins són a la base de la història del terme d'Arboçols: Sant Miquel de Cuixà com a possessor de l'alou d'Arboçols, i Sant Martí del Canigó, del de Marcèvol. Tota la documentació existent, des del 950 per a Arbussolas i des del 1128 per a Marcèvol, relliga els dos llocs i llurs esglésies als dos monestirs esmentats. Fou així fins a la fi de l'Antic Règim. La comuna de Marcèvol, creada a ran de la Revolució Francesa, va ser unida el 1822 a la d'Arboçols.

## Demografia
La població d'Arboçols tendeix a experimentar unes pujades fortes a l'estiu però al llarg de l'any hi viuen 101 persones.

### Demografia antiga
La població està expressada en nombre de focs (f) o d'habitants (h)
| 9 f | 8 f | 8 f | 4 f | 3 f | 4 f | 25 f | 16 f | 117 h | 34 f | 24 f |

### Demografia contemporània
| Evolució de la població |      |      |      |      |      |      |      |      |
| 1793                    | 1800 | 1806 | 1821 | 1831 | 1836 | 1841 | 1846 | 1851 |
| 137                     | 146  | 139  | 153  | 198  | 225  | 219  | 227  | 205  |

| 1856 | 1861 | 1866 | 1872 | 1876 | 1881 | 1886 | 1891 | 1896 |
| ---- | ---- | ---- | ---- | ---- | ---- | ---- | ---- | ---- |
| 198  | 186  | 179  | 212  | 229  | 229  | 191  | 220  | 207  |

| 1901 | 1906 | 1911 | 1921 | 1926 | 1931 | 1936 | 1946 | 1954 |
| ---- | ---- | ---- | ---- | ---- | ---- | ---- | ---- | ---- |
| 202  | 202  | 189  | 147  | 143  | 133  | 138  | 113  | 129  |

| 1962 | 1968 | 1975 | 1982 | 1990 | 1999 | 2005 | 2010 | 2014 |
| ---- | ---- | ---- | ---- | ---- | ---- | ---- | ---- | ---- |
| 125  | 104  | 85   | 81   | 79   | 95   | 101  | 103  | 109  |

Fonts: Ldh/EHESS/Cassini fins al 1999, després INSEE a partir deL 2004

### Evolució de la població

Població 1962-2008

## Administració i política

### Batlles
| Alcalde             | Període                       |
| ------------------- | ----------------------------- |
| Éloi Aubert         | 1983 - 1989                   |
|                     |                               |
| Jean-Claude Delseny | Març del 2001 - Març del 2014 |
| Étienne Surjus      | Març del 2014 - Moment actual |

### Legislatura 2014 - 2020

#### Batlle
- Étienne Surjus.

#### Adjunt al batlle[14]
- Gilbert Delseny.

#### Consellers municipals
- Jean-Noël Abadie
- Nadine Aubert
- Anne-Marie Esteve
- Valdemar Ferreira Pais
- Sabine Foillard
- Joanna Gasztowit
- Sandrine Kouadri
- Serge Macary
- Claudie Sicre.

### Adscripció cantonal

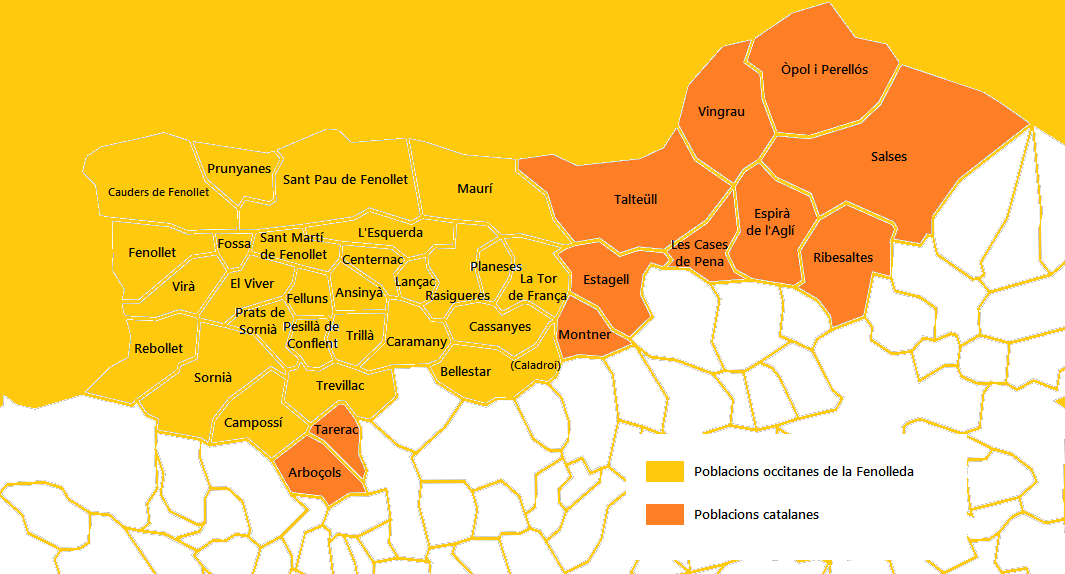
Mapa del Cantó de la Vall de l'Aglí

A les eleccions cantonals del 2015 el poble de Montner ha estat inclòs en el cantó número 15, denominat de la Vall de l'Aglí, amb capitalitat a la vila de Ribesaltes, juntament amb les viles catalanes d'Estagell i Salses i les occitanes de Sant Pau de Fenollet, Sornià i la Tor de França, a més dels pobles catalans d'Arboçols i Tarerac, de la comarca del Conflent, i Cases de Pena, Espirà de l'Aglí, Montner, Òpol i Perellós, Talteüll i Vingrau, de la del Rosselló i occitans d'Ansinyà, Bellestar, Campossí, Caramany, Cassanyes, Caudiers de Fenollet, Centernac, l'Esquerda, Felluns, Fenollet, Fossa, Lançac, Maurí, Pesillà de Conflent, Planeses, Prats de Sornià, Prunyanes, Rasigueres, Rebollet, Sant Martí de Fenollet, Trevillac, Trillà, Virà i el Viver. Els seus consellers departamentals són Lola Beuze (PCF - Front d'Esquerres), exconsellera municipal de Pià, i Charles Chivilo (PRG), batlle de Maurí, de la Unió de l'Esquerra.

### Serveis comunals mancomunats
Arboçols forma part de la Comunitat de comunes de Conflent - Canigó, amb capitalitat a Prada, juntament amb Prada, Campome, Campossí, Canavelles, Castell de Vernet, Catllà, Clarà i Villerac, Codalet, Conat, Cornellà de Conflent, Escaró, Espirà de Conflent, Estoer, Eus, Fillols, Finestret, Fontpedrosa, Fullà, Jóc, Jújols, Marqueixanes, els Masos, Mentet, Molig, Mosset, Noedes, Nyer, Oleta i Èvol, Orbanyà, Orellà, Pi de Conflent, Rià i Cirac, Rigardà, Saorra, Serdinyà, Soanyes, Sornià, Tarerac, Taurinyà, Toès i Entrevalls, Trevillac, Vallestàvia, Vallmanya, Vernet, Vilafranca de Conflent i Vinçà.

## Ensenyament i Cultura
Actualment l'escola es troba tancada i al poble hi viuen molt pocs nens i nenes. Hi passa un autobús escolar que els porta a Vinçà per anar al col·legi. Per a nivells superiors, els adolescents i joves arboçolesos solen assistir als col·legis i liceus de Prada.
Pel que fa a cultura, Arboçols té un dia de festa a l'agost. A l'ajuntament, antigament l'escola del poble, hi ha una biblioteca amb una petita selecció de llibres, fins i tot amb alguns títols en llengua estrangera a causa de la forta afluència d'estrangers al poble a l'estiu. Hom pot remarcar que Arboçols és el darrer municipi de parla catalana, mentre el següent, a la Fenolleda, és de parla occitana. És un català típic del dialecte del rossellonès, amb alguns trets de transició a l'occità. Els menors de quaranta anys s'expressen majorment en francès mentre que només els de més de seixanta anys parlen el català freqüentment. Malgrat tot, la població és, llevat de poques excepcions, d'avançada edat.

## Llocs d'interès
Al poble d'Arboçols, hi ha una petita església del segle xix situat al punt més alt, i al voltant, cases antigues en la seua majoria, fetes de pedra. En general els carrers fan cercles concèntrics al voltant de l'església. A l'entrada del poble es troba l'edifici més gran i significant per a la vida local, el celler comunitari que avui en dia es troba tancat. Són aquí la parada d'autobús, un petit santuari en commemoració de la segona guerra mundial, i la cruïlla de carreteres que porten, respectivament, a la urbanització situada al darrere del poble, a Marcèvol i Tarerac, i a Marquixanes. Pel que fa a la urbanització, es tracta d'una sèrie de cases de nova construcció que no solen superar una planta d'alçada i que es troben a certa distància les unes de les altres. Aquestes es troben a la petita planúria que hi ha al nord del nucli antic. L'Ajuntament es troba a l'antiga escola, i disposa d'una petita biblioteca, una sala d'actes, un jardí públic i una placeta. Més enllà hi ha el safareig públic i el carrer de bitlles o petanca, tradicional lloc de reunió. Moltes cases han estat o estan en el procés d'estar renovades. La darrera obra d'importància és el soterrament dels cable elèctrics al nucli antic.
Les fites més destacades són la Roca del Mora (775 m) al nord i el Pic de Bau (1025 m) a l'oest. A la primera es pot visitar, amb la clau guardada per l'Ajuntament, la cova de cera, una mena de cova amb escultures. Pujant pel camí de Santa Eulàlia cap al nord, trobem l'ermita del mateix nom i més enllà, un bosc de pins i avets. Altres camins senyalitzats porten a Eus i avall al pantà de Vinçà, seguint un Sender de gran recorregut.
Al llogaret de Marcèvol hi ha l'antic priorat de Marcèvol i l'església de Santa Maria de les Grades.